# Juan César Silva
Juan César Silva (San Miguel de Tucumán, Tucumán; 29 de marzo de 1954) es un exfutbolista argentino que jugaba de delantero. Fue el máximo goleador de la Copa Libertadores 1977.

## Trayectoria

### Tucumán Central
Silva empieza en las inferiores de Tucumán Central, club en el que debutaría muy joven, desempeñándose como un gran goleador. Esto llevó a que los clubes más grandes de la provincia pusieran sus ojos sobre él. 

### Atlético Tucumán
En 1973 llegaría a Atlético Tucumán por pedido de Manuel Giúdice. En 1974 obtendría el título de la liga tucumana, pero este sería quitado a través del escritorio. En el año 1975 se coronaría campeón de la liga tucumana de forma invicta, en un equipo que contaba con Julio Ricardo Villa y Juan Francisco "Kila" Castro entre otros. Su gran rendimiento en el "decano" lo llevaría a ser convocado a la selección Argentina que disputó los Juegos Panamericanos de México 1975.

### Portuguesa
El nivel demostrado por Silva en los Panamericanos condujo a que el campeón de la liga venezolana, Portuguesa, se haga con su pase. En 1976 se consagraría campeón de la primera división de Venezuela, logrando así la clasificación a la Copa Libertadores 1977. El año 1977 sería uno de los mejores de su carrera, ese año compartiría delantera con Jaizinho, entre el tucumano y el campeón del mundo formarían una delantera impresionante que llevó al club a coronarse campeón de la primera división de ese año y de la copa Venezuela, llegando además a la semifinal de la Copa Libertadores 1977. Silva terminó el año como goleador de la Copa Libertadores con 5 goles y de la primera división venezolana con 20 goles (compartido con Jairzinho). En el año 1978 volvería a ganar el campeonato venezolano pero este sería también el último con la institución.  

### Huracán
En 1979 volvería a Argentina para vestir la camiseta de Huracán, sin embargo su paso no cumplió con sus expectativas y jugó 28 partidos. 

### Gimnasia de Jujuy
Para 1981 llega a Gimnasia de Jujuy de cara al Nacional de 1981. El equipo jujeño sería el último de su carrera en Argentina.

### Bolívar
En 1982 se muda a Bolivia para jugar en Bolívar. En su primer año se coronaría campeón de la primera división de Bolivia clasificando así a la Copa Libertadores 1983. En 1983 conseguiría nuevamente el título de liga con un gran aporte goleador y marcaría 4 goles en la libertadores de ese año. 1984 sería el último de Silva en Bolívar, con una despedida amarga ya que se quedaría a las puertas del tricampeonato al perder la final del torneo ante Blooming.

### Real Santa Cruz
En 1985 llega a Real Santa Cruz como un jugador de renombre y experiencia. Las expectativas de Silva se cumplieron ya que ese mismo año Real Santa Cruz logra hacer una destacada actuación llegando a la final del campeonato, ante nada más ni nada menos que Bolívar, el ex equipo del tucumano, sin embargo la suerte sería esquiva y perderían en la definición por penales.

### Litoral
En 1987 llega a Deportivo Litoral en donde alcanzaría las semifinales del campeonato. 

### Universitario de Sucre
En 1988 llegaría a Universitario de Sucre, ya con sus últimos cartucho. Ese año el equipo tuvo una tímida actuación y no lograrían entren en las zonas de definición. Este sería el último año de Silva como profesión ya que se retiraría del fútbol. 

## Clubes
| Club                   | País      |
| ---------------------- | --------- |
| Tucumán Central        | Argentina |
| Atlético Tucumán       | Argentina |
| Portuguesa FC          | Venezuela |
| Huracán                | Argentina |
| Gimnasia de Jujuy      | Argentina |
| Bolívar                | Bolivia   |
| Real Santa Cruz        | Bolivia   |
| Deportivo Litoral      | Bolivia   |
| Universitario de Sucre | Bolivia   |

## Selección Argentina
En 1975 fue convocado a la selección argentina para disputar los Juegos Panamericanos de México 1975. En el certamen obtendría el tercer lugar y sería el goleador del equipo.

## Palmarés
| Título                        | Equipo           | País      | Año  |
| ----------------------------- | ---------------- | --------- | ---- |
| Liga Tucumana                 | Atlético Tucumán | Argentina | 1975 |
| Primera División de Venezuela | Portuguesa       | Venezuela | 1976 |
| Primera División de Venezuela | Portuguesa       | Venezuela | 1977 |
| Primera División de Venezuela | Portuguesa       | Venezuela | 1978 |
| Copa Venezuela                | Portuguesa       | Venezuela | 1976 |
| Copa Venezuela                | Portuguesa       | Venezuela | 1977 |
| Primera División de Bolivia   | Bolívar          | Bolivia   | 1982 |
| Primera División de Bolivia   | Bolívar          | Bolivia   | 1983 |